# Agapornis lilianae
L'inseparabile di Lilian (Agapornis lilianae Shelley, 1894) è un uccello della famiglia degli Psittaculidi.

## Distribuzione e habitat
Questo pappagallo vive nella valle dello Zambesi, in Mozambico e Zimbabwe, a nord del fiume Luangwa in Zambia, nel sud della Tanzania, e lungo il fiume Shire in Malawi.